# 14-es torpedónaszád (Osztrák–Magyar Monarchia)
A 14-es torpedónaszád (ex-Kígyó) az Osztrák–Magyar Monarchia Cobra-osztályú torpedónaszádja (Torpedoboot) volt az első világháborúban. Testvérhajói a 13-as, 15-ös és a 16-os torpedónaszád.

## Pályafutása
1897 augusztusában megkezdték az építését. 1898. július 20-án jóváhagyták a nevét. 1899. január 25-én vízre bocsátották. Április 11-én szolgálatba állították. 1900. március 19. és 24-e között a Torpedó Iskolánál volt. 1909. április 23-án szolgálatba állították. Szeptember 15-től Lussinban (Lošinj) állomásozott. 1910-ben a neve helyett a 14-es számot kapta, és Teodóban állomásozott.
1914. január 18-án átminősítették repülőgépmentő- és szállító hajóvá. Torpedóvető csöveit eltávolították, tatfedélzetére erősebb árbócot és egy daruszárat szereltek, erre egy platformot. Március 14-én átadták a pólai Repülő Állomásnak.
1915-ben abbahagyta a repülőgép-mentési tevékenységet. Októberben ismét beszerelték elülső torpedóvető csöveit is, de a hátsó platformot megtartották. Sebenicóban állomásozott.
1916-ban őrszolgálatot látott el és konvojokat kísért. Decemberben Pólába ment nagyjavításra. December 30-án ismét Sebenicóban volt.
1917-ben konvojkíséréseket hajtott végre. Április 3-án bevitt Kumborba egy megsérült repülőgépet. Május 4-én egy repülőgépet Rogosnizzából (Rogoznica) Sebenicóba vitt. További repülőgép szállításokat hajtott végre Sebenicó és Curzola között. Augusztus 23-án a Sabbioncello-csatornában a Budapest nekiment a hajótest közepének. A 73-as torpedónaszád bevontatta Val Pedocchióba, ahol eltömítették a léket, majd Pólába vitték javításra. Október 5-én és 8-án részt vett az eltűnt 11-es torpedónaszád utáni kutatásban, amelyről később kiderült, hogy átállt az ellenséghez. November 5-én Goli-foknál felszedett egy repülőgépet és egy holttestet.
1918. január 19-én Sebenicóból Curzolába szállított egy repülőgépet. Június 3-án Rogosnizzánál kimentett egy repülőgépet. Június 7-én Zárából Sebenicoba vitt 3 repülőgépet. Június 14-én Spalato előtt kimentett egy repülőgépet. Június 15-én Makarska előtt konvojt kísért. Július 3-án Kukuljane-ig (Kukuljan) kísért egy német tengeralattjárót. Július 30-án Cattaróból (Kotor) Zára érintésével Pólába vitt egy olasz repülőgépet. Augusztus 26-án Spalato előtt kimentett egy repülőgépet. Ezután konvojkísérési feladatokat hajtott végre.
1920-ban Nagy Britanniának ítélték, de a britek eladták lebontásra az olaszoknak.